# 在日ウズベキスタン人
在日ウズベキスタン人（ざいにちウズベキスタンじん）は、日本に一定期間在住するウズベキスタン国籍の人々である。また、日本に帰化や亡命した人、およびその子孫のことをウズベキスタン系日本人と呼ぶ。

## 概要
2000年にはわずかに184人に過ぎなかったが、その後急速に増加し、2018年には3,746人に達した。数ある在日外国人の中でも増加率の高いコミュニティの一つであり、毎年著しい増加を示している。旧ソ連所国の中では、ロシアについで多いコミュニティとなっている。在留資格別にみると、最も多いのが、留学の2366人で留学生が中心であることがわかる。言語はウズベク語の他、タジク語やロシア語が使われており、民族的にはウズベク人とタジク人が大半を占めるが、ロシア人・ウクライナ人などのスラブ系や朝鮮系の高麗人、さらにはかつてウズベキスタンに強制移住させられた経緯からクリミア・タタール人の系譜を継ぐの在日ウズベキスタン人もいる。また、在日中国人の枠組みに入れることが多いが、中国の少数民族としてのウズベク族の系譜の在日ウズベク人もいる。
地域別に見ると、東京都の2134人が最も多く、順に千葉県301人、埼玉県268人、神奈川県240人、愛知県204人、茨城県109人、大分県63人、となっており、大都市圏以外では大分県に集中しているのが特徴である。これは、大分県別府市にある立命館アジア太平洋大学には多くのウズベキスタン人留学生が在籍していることが要因である。

## 著名な人物
- ANoRA - 歌手・タレント
- ティムール・ダダバエフ - 筑波大学教授
- 英利アルフィヤ - 中国系ウズベク人。日本に帰化した政治家。
- ババホジャエヴァ・オルズグル - ウズベキスタン生まれで日本に帰化したタレント、政治家